# HMS Acheron (H45)
«Акерон» (англ. HMS Acheron (H45) — військовий корабель, ескадрений міноносець типу «A» Королівського військово-морського флоту Великої Британії за часів Другої світової війни.

## Історія створення
Ескадрений міноносець «Акерон» був закладений 20 серпня 1928 року на верфі компанії John I. Thornycroft & Company у Вулстоні. 22 серпня 1929 року він був спущений на воду, а 14 квітня 1930 року увійшов до складу Королівських ВМС Великої Британії.

## Історія служби
На вересень 1939 року, коли почалася Друга світова війна, есмінець «Акерон» перебував на ремонті у Портсмуті. У грудні 1939 року після завершення ремонту та переобладнання 23 березня 1940 року корабель увійшов до складу 16-ї флотилії Домашнього флоту з базуванням у Скапа-Флоу. Основним завданням флотилії було забезпечення конвоювання та патрулювання Північно-Західних підходів та Північного моря.
9 квітня 1940 року після вторгнення німецького вермахту до Норвегії «Акерон» разом з флотилією залучався для оборони конвоїв та підтримку морських десантів у Норвегії. 17 квітня він та «Ерроу» були частиною супроводу крейсерів «Галатея», «Аретьюза», «Карлайль» та «Кюрасао», які підтримували висадку десанту в Ондалснес і Молде. З 18 квітня «Акерон» входив до складу сил, що виконували патрульні та ескортні функції. Потім корабель супроводжував авіаносець «Глоріос» із Скапа-Флоу, перш ніж з есмінцями «Антилопа» та «Бігль» не утворити ескортну групу біля Намсуса.
31 травня 1940 року «Акерон» разом з «Акаста», «Ардент», «Хайлендер» та «Дайена» утворювали конвой авіаносцям «Глоріос» і «Арк Роял» на шляху до Норвегії під час завершальної стадії операції «Алфабет» з евакуації британських військ з північної Норвегії.
17 грудня есмінець відплив з острова Вайт на тестові випробування після ремонту. Перевірка здійснювалася у нічний час, коли на відстані 15 км на захід-південний захід від мису Св. Катерини корабель наразився на міну. Вибух завдав великих структурних пошкоджень у передній частині корпусу корабля, він затонув за чотири хвилин. Внаслідок підриву загинуло 196 членів екіпажу та працівників судноремонтної корабельні, що були присутні на випробуваннях. Після вибуху вціліло лишень 19 осіб.